# Casa Pere Comas i Ricart
La casa Pere Comas i Ricart és un edifici situat als carrers d'en Serra i dels Còdols de Barcelona. Com que no està catalogat, li correspon la categoria D (bé d'interès documental), atorgada per defecte a tots els edificis del districte de Ciutat Vella.

## Història
El 1820, el comerciant indià Antoni Milà de la Roca i Miró va adquirir al picapedrer Josep Foxart i Calopa i al seu fill Pau Foxart i Coch dues cases al carrer d'en Serra i dels Còdols, i tot seguit va demanar permís per a reedificar aquesta darrera amb planta baixa, segons el projecte del mestre de cases Manuel Pujó, i poc després, novament per a aixecar-hi un pis. A la seva mort el 1852, la finca va ser posada en venda i adquirida pel fabricant de naips Pere Comas i Ricart, que va encarregar la reforma de la façana del carrer d'en Serra a l'arquitecte Josep Buxareu amb una decoració de terracotes, i tot seguit hi va traslladar la producció.

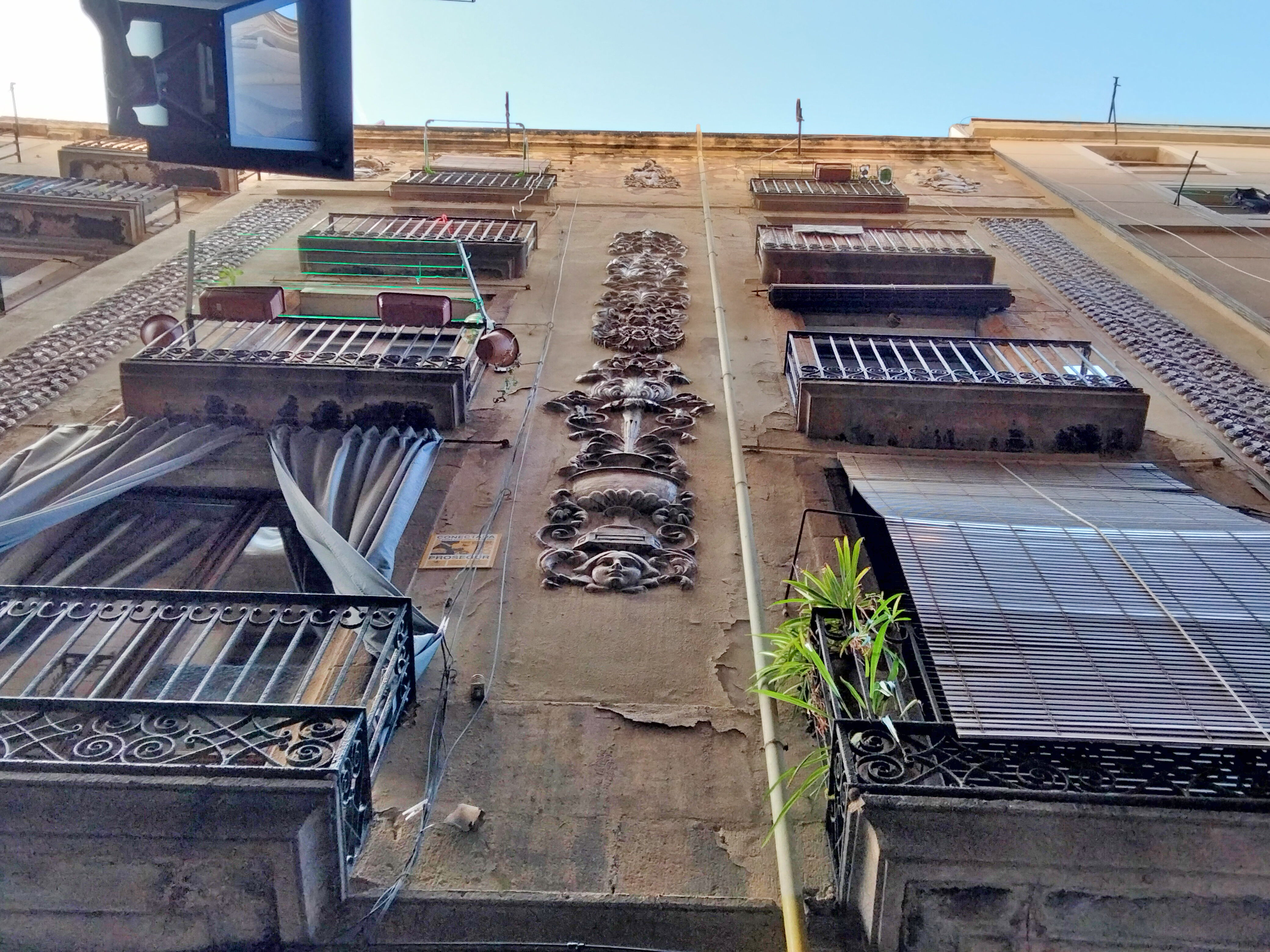
Balcons i ornament en relleu de la façana del carrer d'en Serra

Va morir el juliol del 1859, sense haver fet testament. La vídua Francesca Bover i els seus fills Eduard i Artur, menors d'edat, van aixecar l'inventari post mortem dels seus béns, segons el qual a la fàbrica hi havia: un vògit de ferro, un ensabonador de fusta, unes premses, un tòrcul, un torrador, un brunyidor, diverses taules, tisores grans i petites, pinzells per a pintar, una caldera gran i dues de petites de coure, unes romanes, pedres per a moldre colors, olles per a posar-hi colors, motllos de metall per a naips de 24 naips cadascun, un motllo de fusta, un altre per a naips francesos, patrons per a pintar naips, un morter i molts altres instruments i arreus propis de l'activitat. També s'hi consignaven les existències de naips fabricats de diverses classes i altres en curs d'execució, així com diferents tipus de paper per a la fabricació, i les existències en poder de comissionistes. No hi ha constància de que els hereus hi continuessin la producció.

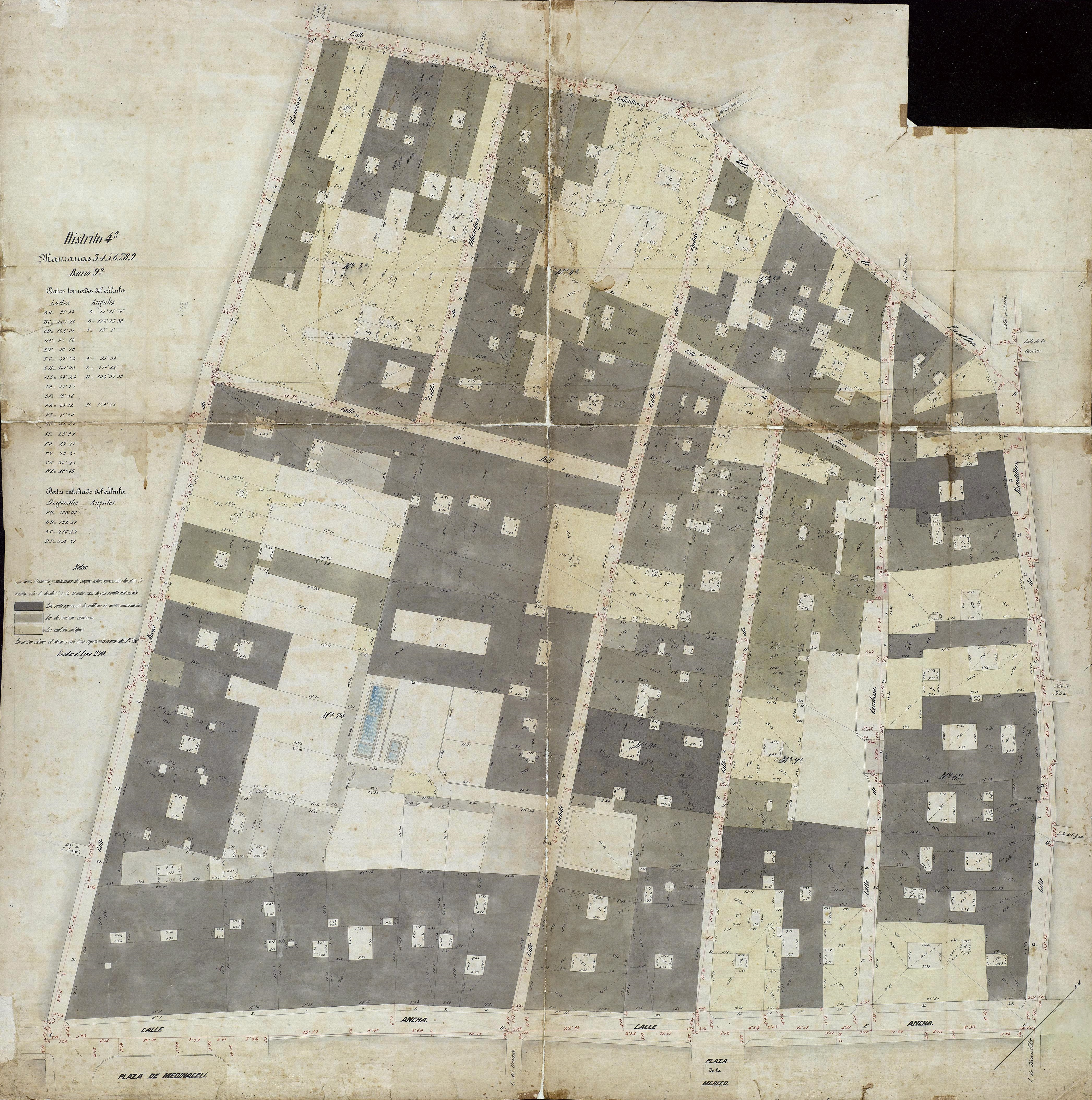
Quarteró núm. 113 de Garriga i Roca (c. 1860)

El 1911, Jaume Pujadas i Mestre va demanar permís per a reformar el cos del carrer dels Còdols segons el projecte del mestre d'obres Josep Graner i Prat, que hi va remuntar quatre pisos destinats a habitatges.